# Jean-Claude Rambot
 (décembre 2021).
Si vous disposez d'ouvrages ou d'articles de référence ou si vous connaissez des sites web de qualité traitant du thème abordé ici, merci de compléter l'article en donnant les références utiles à sa vérifiabilité et en les liant à la section « Notes et références ».
Jean-Claude Rambot (Aix-en-Provence, vers 1621 - Aix-en-Provence, 1er août 1694) est un sculpteur et architecte français, né à Aix mais dont la famille paternelle était originaire de Poligny, dans le Jura.[réf. nécessaire]
Le 3 février 1643, il épousa Françoise Jaubert, issue d'une vieille famille aixoise. Ils eurent plusieurs enfants, dont Jean-Baptiste (1662-1747), qui fut lui aussi sculpteur.
L'un de ses arrière-arrière-petits-fils fut le peintre Charles Marcel Aune, qui fonda et dirigea l'Académie royale de dessin d'Aix durant la deuxième moitié du XVIIIe siècle.[réf. nécessaire]

## Œuvres
Nombre des œuvres de Jean-Claude Rambot, dont certaines exécutées en collaboration avec Pierre Pavillon, furent réalisées à Aix-en-Provence, notamment :
- l'hôtel d'Antoine ou de Lestang-Parade (1650), en collaboration avec Pierre Pavillon et le peintre Rodolphe Ziegler[3] ;
- l'hôtel de Boisgelin (1655)[4], avec Pierre Pavillon, architecte, Jean-Claude Rambot étant maître d’œuvre, place des Quatre-Dauphins ;
- la fontaine des Quatre-Dauphins (1667) ;
- les atlantes du pavillon Vendôme (1667) ;
- l’hôtel d’Arbaud (1670) ;
- la Maison du Figaro (1675), avec Pierre Pavillon, architecte, Jean-Claude Rambot étant maître d’œuvre[5], la Canebière à Marseille ;
- l'hôtel d'Agut (1676) .

## Galerie

Œuvres de Jean-Claude Rambot
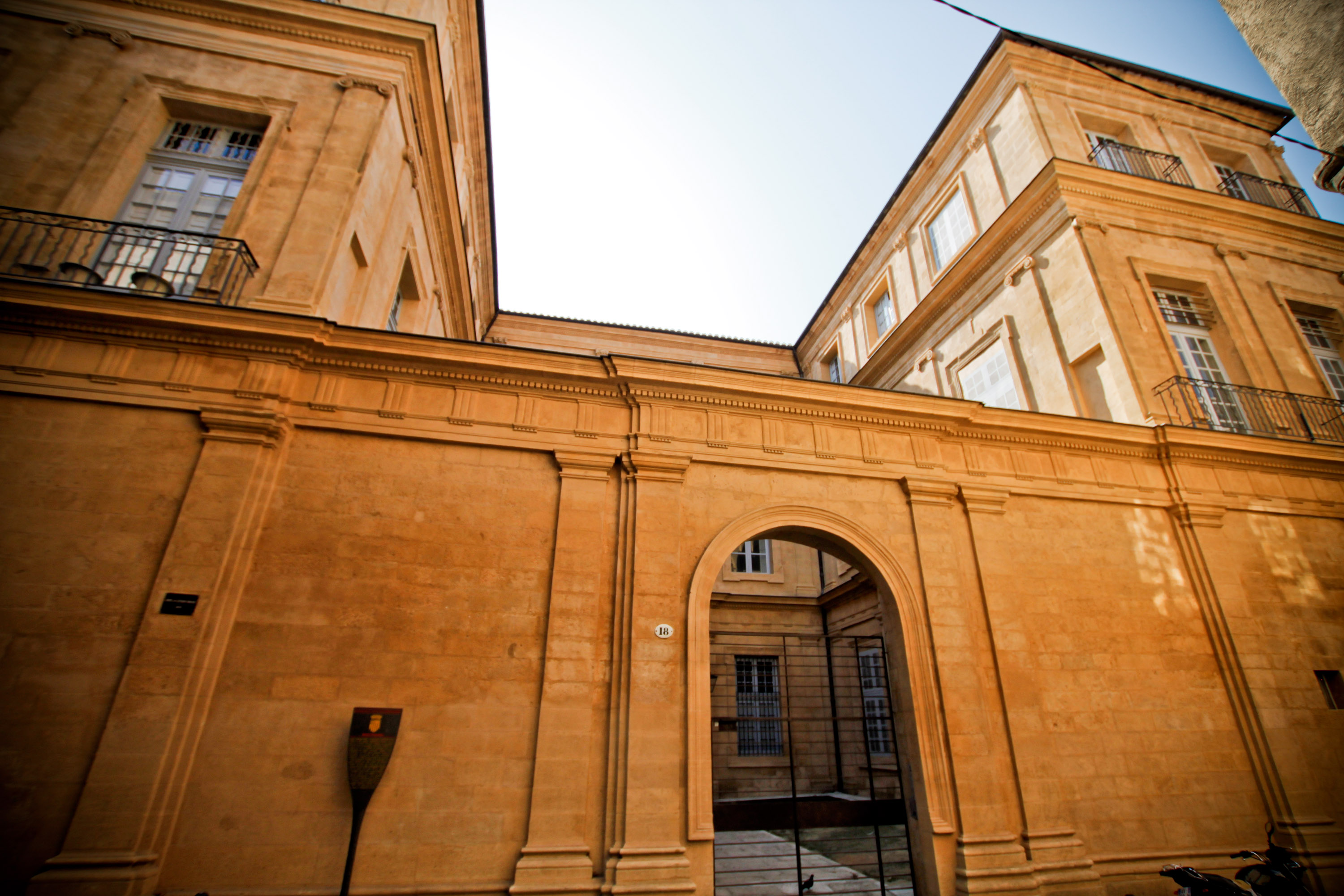
L'hôtel d'Antoine ou de Lestang-Parade (1650).
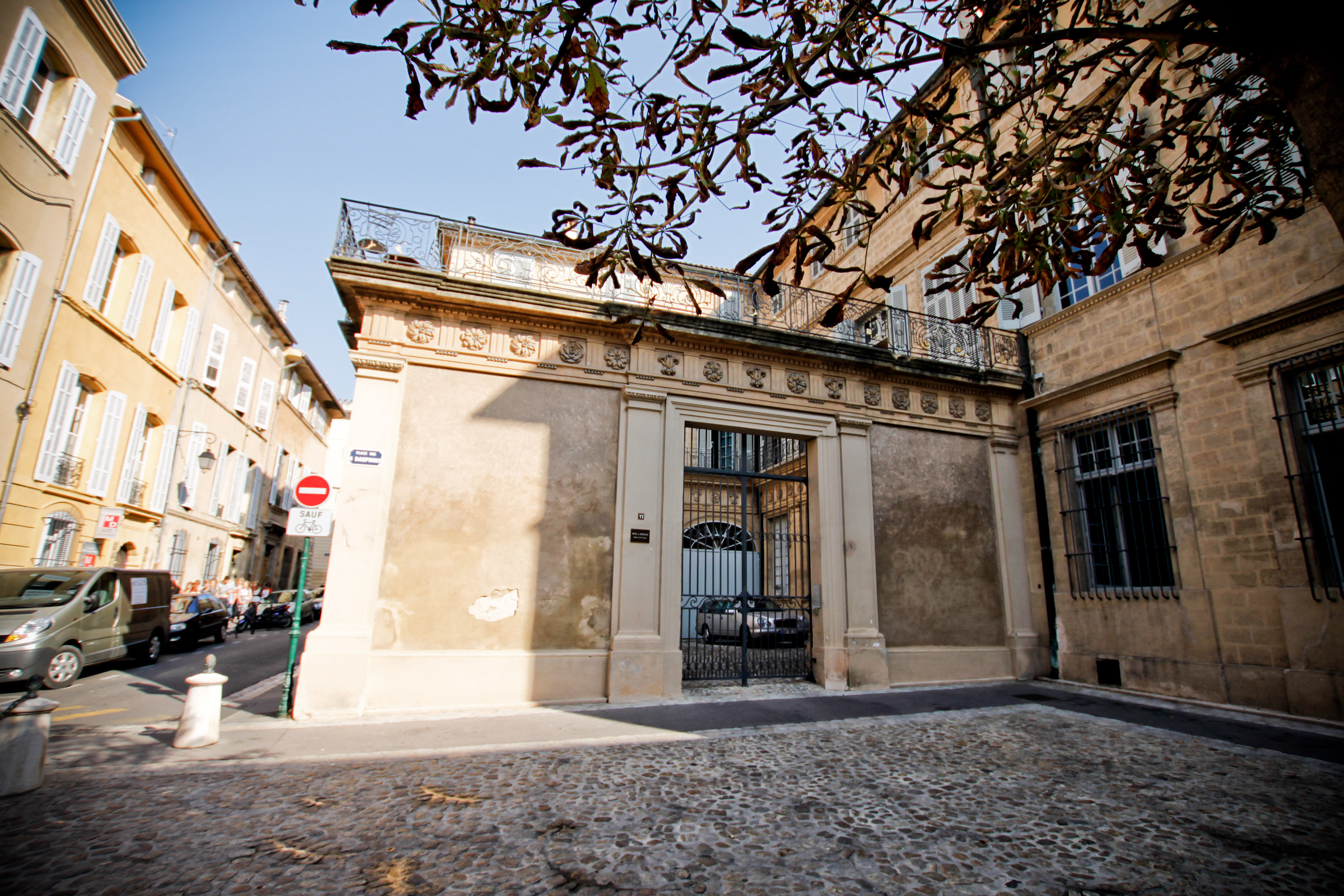
L'hôtel de Boisgelin (1655).
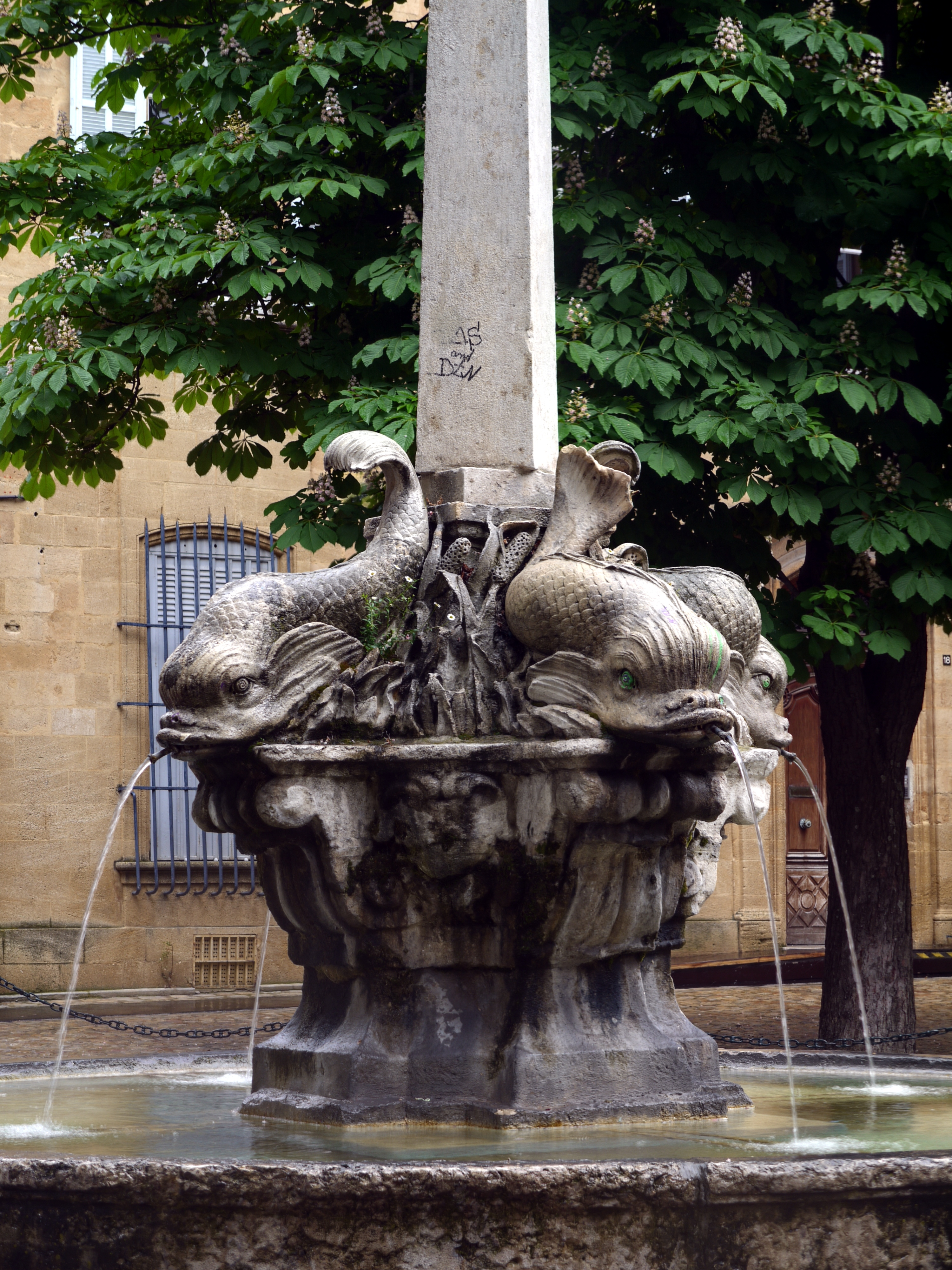
La fontaine des Quatre-Dauphins (1667).
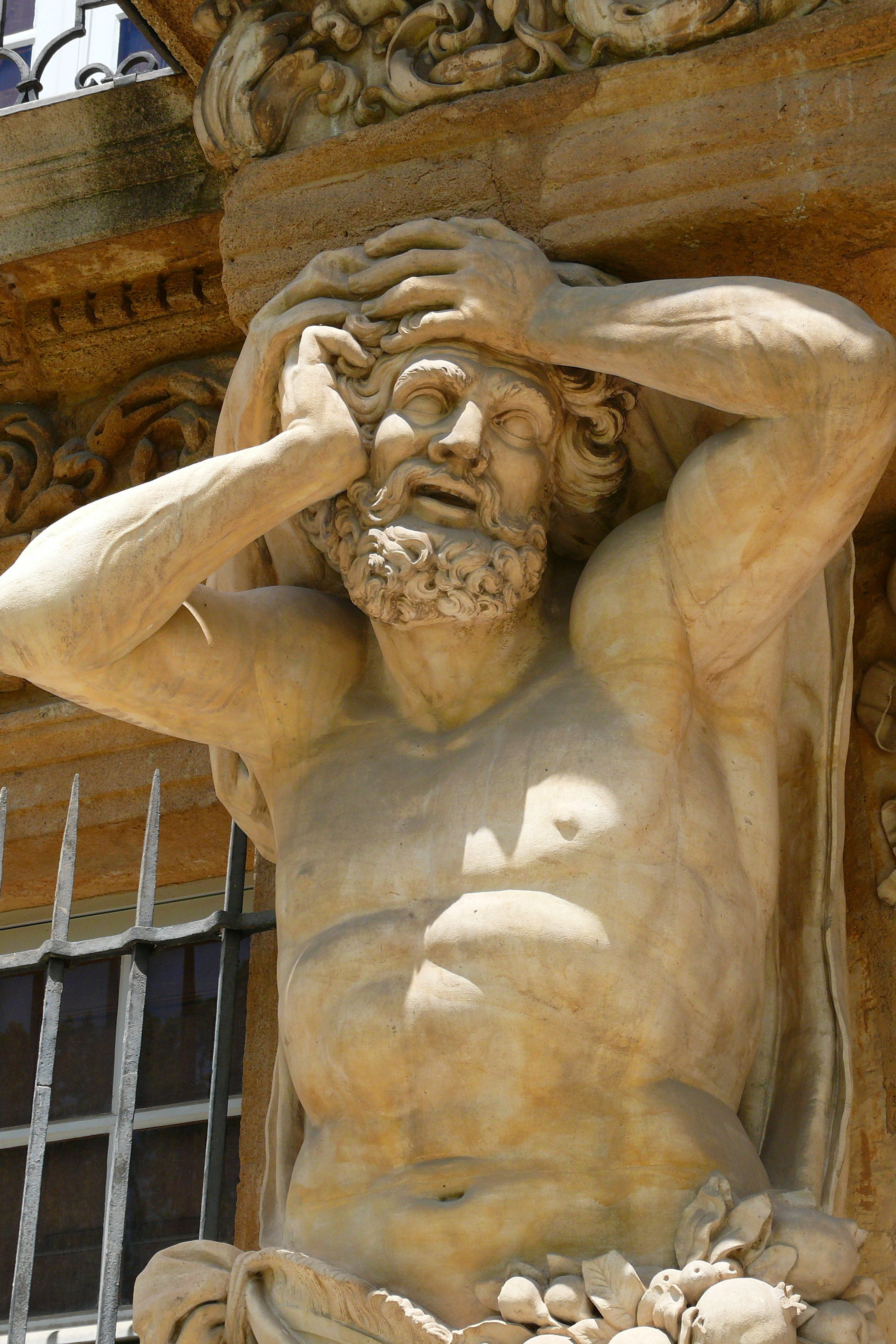
Détail du pavillon Vendôme (1667).
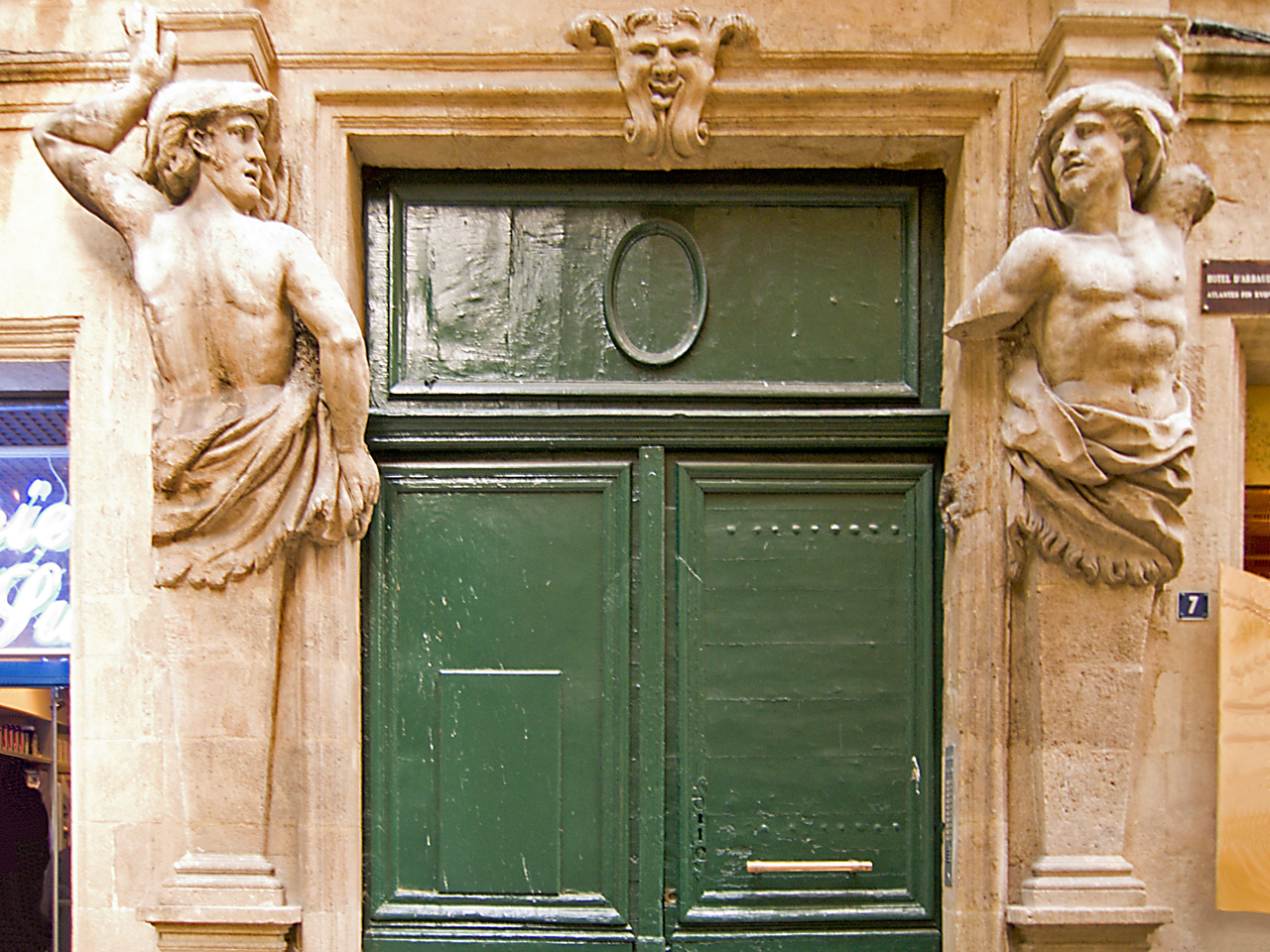
L'entrée de l'hôtel d'Arbaud.
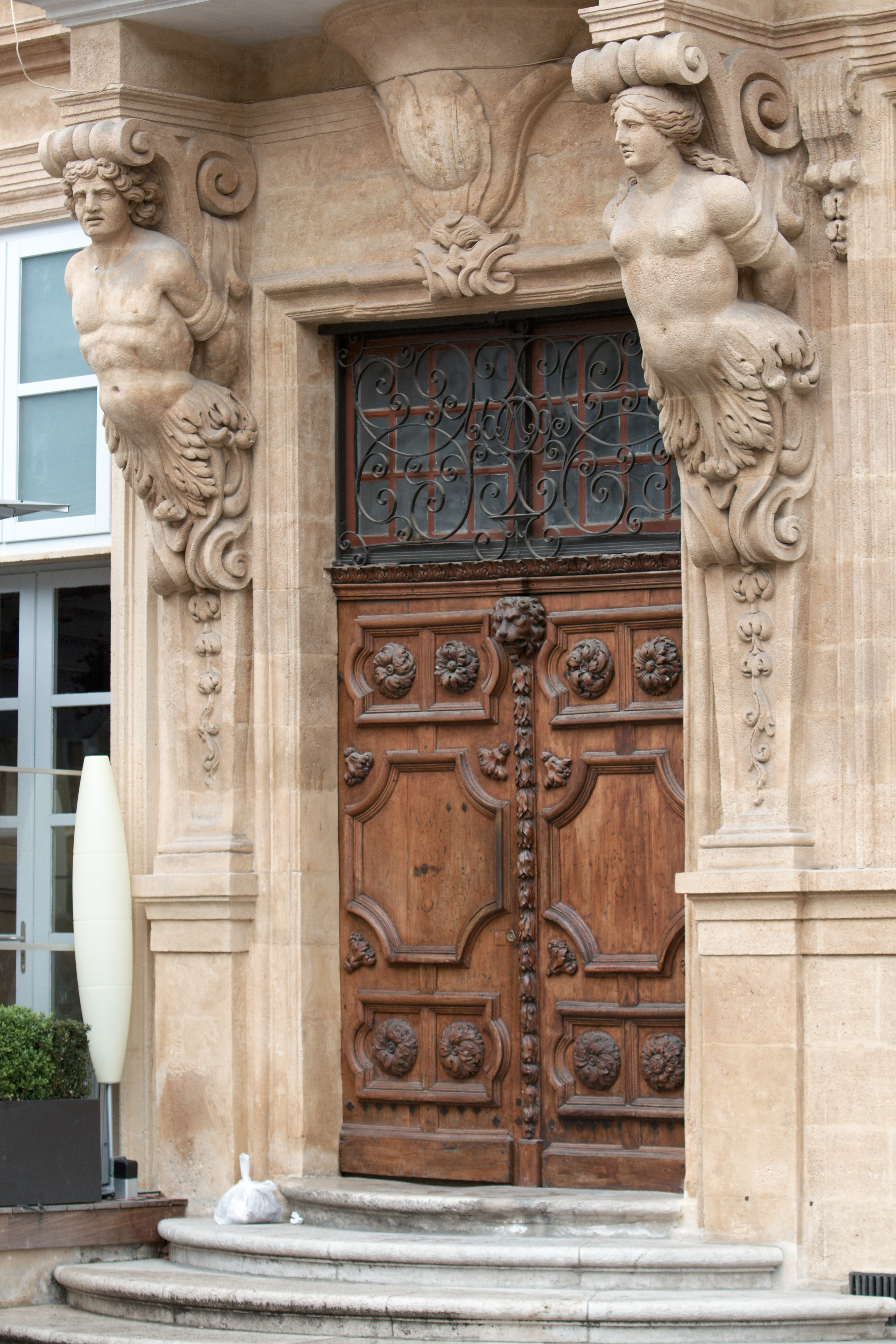
L'entrée de l'hôtel d'Agut.